# 노바스코샤 오일러스
| 노바스코샤 오일러스 | |
| 콘퍼런스            | |
| 디비전              | 노스 디비전 (1984년~1988년) |
| 설립연도            | 1984년 |
| 해체연도            | 1988년 |
| 역사                | 노바스코샤 오일러스 (1984년~1988년) 케이프브레턴 오일러스 (1988년~1996년) 해밀턴 불독스 (1996년~2002년) 토론토 로드러너스 (2003년~2004년) 에드먼턴 로드 러너스 (2004년~2005년) 오클라호마시티 배런스 (2010년~2015년) 베이커즈필드 콘더스 (2015년~현재) |
| 경기장              | 핼리팩스 메트로 센터 |
| 연고지              | 노바스코샤주 핼리팩스 |
| 상징색              | 파랑, 하양, 오렌지 |
| 구단주              | |
| 단장                | |
| 감독                | |
| NHL 제휴            | |
| ECHL 제휴           | |
| 정규시즌 우승       | |
| 콘퍼런스 우승       | |
| 디비전 우승         | |
| 칼더 컵             | |
| 영구 결번           | |

노바스코샤 오일러스(Nova Scotia Oilers)는 캐나다 노바스코샤주 핼리팩스를 연고지로 하는 1984년부터 1988년까지 AHL 소속되었던 아이스 하키팀이다.
1988년 연고지를 노바스코샤주 시드니 (케이프브레턴 오일러스)로 이전했다.

## 역대 홈경기장
| 노바스코샤 오일러스  |               |          |                       |      |
| 경기장               | 사용기간      | 수용인원 | 장소                  | 비고 |
| 핼리팩스 메트로 센터 | 1984년~1988년 | 10,595명 | 노바스코샤주 핼리팩스 | 빈칸 |